# Africa Speaks
Africa Speaks è il venticinquesimo album in studio del gruppo musicale statunitense Santana, pubblicato nel 2019.

## Il disco
L'album è stato prodotto durante una sessione di registrazione di 10 giorni da Rick Rubin agli Shangri-La Studios di Malibù (California), durante la quale hanno registrato 49 canzoni. Rubin e Santana hanno usato una band di otto elementi (che includeva la moglie di Santana, Cindy Blackman Santana, alla batteria). 
Il primo singolo dall'album, "Breaking Down the Door", è stato pubblicato il 19 aprile 2019. Nel gennaio 2019, Santana ha pubblicato l'EP In Search of Mona Lisa, che è servito come preambolo per l'uscita dell'album. L'album ha debuttato al numero tre della Billboard 200 degli Stati Uniti .
Africa Speaks si ispira alla musica del continente africano ed è stata definita una "fusione unica di rock, musica latina e jazz". Molte delle tracce dell'album sono state registrate in una sola ripresa. L'album presenta la voce della cantante spagnola Buika.
Nel gennaio 2019, Carlos Santana, intervistato da Rolling Stone sul suo nuovo album, ha spiegato la sua conversazione con Rubin riguardo al nuovo album: "So che hai lavorato con grandi nomi come Johnny Cash, i Red Hot Chili Peppers e i Metallica", e lui gli rispose: "Si, cosa ti interessa fare? Santana risponde: "Nient'altro che musica africana". Quindi puoi crederci? Registriamo 49 canzoni in 10 giorni. È stato molto gentile, perché è stato come un uragano registrare sei, sette canzoni in un giorno. Rick ha detto: "Con Clive Davis, hai avuto un gruppo di guest star e cantanti. Chi vuoi qui? " Gli risposi: "Voglio solo due donne: Laura Mvula e Buika ". E lui ha detto: "OK". Così le abbiamo chiamate e loro hanno detto di sì ".

## Tracce
1. Africa Speaks – 4:47 (Carlos Santana, David Axelrod, Buika)
2. Batonga – 5:43 (Carlos Santana & Buika)
3. Oye Este Mi Canto – 5:58 (Carlos Santana, Buika, John Ademola Haastrup)
4. Yo Me Lo Merezco – 6:12 (Carlos Santana, Buika, Jay U Xperience, Stoneface, Drago)
5. Blue Skies – 9:08 (Carlos Santana, Buika, Laura Mvula, Mike Odumosu)
6. Paraísos Quemados – 5:59 (Carlos Santana, Buika, Mohammed Jabry)
7. Breaking Down the Door – 4:30 (Carlos Santana, Manu Chao, Buika, Drew Gonsalves, Ivan Duran and Rafael de Leon)
8. Los Invisibles – 5:54 (Carlos Santana, Buika, Rachid Taha, Steve Hillage)
9. Luna Hechicera – 4:47 (Carlos Santana, Buika, Ismaël Lô)
10. Bembele – 5:51 (Carlos Santana, Buika, Philipp Kullmann, Bojan Vuletic, Michael Timo Ehnes)
11. Candombe Cumbele – 5:36 (Carlos Santana, Buika, Easy Kabaka Brown)

## Formazione
- Carlos Santana - chitarra, percussioni, cori
- Concha Buika - voce
- Laura Mvula - voce (traccia 5)
- Cindy Blackman Santana - batteria
- Salvador Santana - tastiera (7)
- Tommy Anthony - chitarra
- Benny Rietveld - basso
- Karl Perazzo - percussioni
- David K. Mathews - organo Hammond, tastiera
- Andy Vargas - cori
- Ray Greene - trombone, cori